# Alfred Richter (Ingenieur)
Alfred Richter (* 25. März 1911 in Dresden; † 9. November 1971 ebenda) war ein deutscher Ingenieur und Hochschullehrer. Er zählt zu den Pionieren der Zerspanungsforschung in Deutschland.

## Leben und Werk
Alfred Richter studierte nach Abschluss der Dresdner Annenschule Maschinenbau und promovierte 1950 zum Dr.-Ing. 1952 habilitierte er sich. Er war ein Schüler von Ewald Sachsenberg und Kurt Koloc und erhielt 1949 einen Lehrauftrag für Werkzeugmaschinen/Fertigung an der Technischen Hochschule Dresden. 1952 wurde er mit der Wahrnehmung einer Dozentur an der Technischen Hochschule Dresden beauftragt. Noch im gleichen Jahr übertrug man ihm die entsprechende Professur. 1953 erhielt er die Professur mit Lehrauftrag und im darauffolgenden Jahr wurde er gleichzeitig auch Direktor des Instituts für Fertigungstechnik an der TH Dresden.
Seine letzte Ruhestätte fand er auf dem Inneren Friedhof Dresden-Plauen.

## Ehrungen
Anlässlich seines 100. Geburtstages wurde an der Technischen Universität eine Jubiläumsveranstaltung durchgeführt.

## Schriften (Auswahl)
- Zur planmäßigen Ordnung der Fertigungsvorgänge. 1950.
- Die Zerspanungskräfte beim Drehen im Bereiche des Fließspans. Ein Beitrag zur Erforschung der Zerspanungsgesetze. 1952.